# Godfrey Blunden
Pour les articles homonymes, voir Blunden.
Godfrey Blunden, né à St Kilda, Melbourne, le 19 mars 1906 et mort à Paris 7e le 26 mars 1996, est un journaliste et auteur australien.

## Biographie
Godfrey Blunden naît à Melbourne. Alors qu'il est journaliste à Sydney au début des années 1930, il écrit son premier roman No More Reality, un roman de « petite ville de campagne », publié en 1935 par Jonathan Cape. Même si l'édition n'est tirée qu'à 500 exemplaires, elle est jugée importante, grâce aux éloges de Norman Lindsay, Brian Penton dans le Bulletin, et d'autres dans le Telegraph et ailleurs dans la presse de Sydney. Le poète moderniste australien Ronald McCuaig dédie son livre de poèmes Vaudeville de 1938 à Blunden.
Employé par le Sydney Daily Telegraph, Blunden est envoyé en Angleterre en 1941 pour couvrir la Bataille d'Angleterre, avant de se rendre en 1942 en Union Soviétique, où couvre les combats sur les fronts de Stalingrad (Volgograd) et Kharkov (Kharkiv). Ses dépêches sont également publiées dans le London Evening Standard. Il est l'un des rares reporters occidentaux à être témoin de la Bataille de Stalingrad, qui se termine par la reddition des forces allemandes dans la ville en février 1943, ainsi que des combats qui ont suivi autour de Kharkov et de Rjev.
De retour en Angleterre en 1944, il couvre les batailles dans les Pays-Bas et l'Allemagne, tout en étant attaché à la Neuvième Air Force US et la Neuvième Armée US.
Il rencontre Maria Rothenberg-Craipeau à Paris un mois après la libération de la ville et après la guerre, ils partent tous deux pour les Etats-Unis, où ils se marient et vivent onze ans. Il travaille pour le Time pendant quatorze ans comme reporter à New York, puis comme correspondant à Paris et reçoit une bourse Guggenheim pour la fiction en 1953. Il quitte Time-Life en 1965 pour se consacrer au roman et à la non-fiction. Les Blunden s'installent en France à Paris et plus tard à Vence. Il n'est jamais retourné en Australie et est un expatrié permanent et un exilé, mais il est un Australien passionné et n'a jamais abandonné ses liens étroits avec le pays par l'échange de lettres et recevant des visites de sa famille élargie et plus tard consacrant la plupart de ses écrits aux sujets et thèmes australiens.
Blunden est l'auteur de plusieurs romans, dont A Room on the Route et The Time of the Assassins. Son roman Charco Harbour est une fiction historique moderniste sur le capitaine James Cook et son voyage le long des côtes australiennes en 1768. Il meurt en 1996 à Paris.

## Sélection d'œuvres
- No More Reality, 1935
- A Room on the Route, 1951
- The Time of the Assassins, 1953
- The Looking Glass Conference, 1957
- Charco Harbour, 1968

## Sélection d'œuvres de non-fiction
- The Land and People of Australia, 1954
- Australia and Her People, 1960
- Impressionists and impressionism (with Maria Blunden), 1972
- Norman Lindsay Watercolours. Fifteen Reproductions in Colour from Original Watercolours with an Appreciation of the Medium By Norman Lindsay and a Survey of the Artist's Life and Work, 1973